# Har Jo'aš
Har Jo'aš (hebrejsky: הר יואש) je vrch o nadmořské výšce 734 metrů v jižním Izraeli, v pohoří Harej Ejlat.
Nachází se cca 8 kilometrů severozápadně od centra města Ejlat a cca 1 kilometr východně od mezistátní hranice mezi Izraelem a Egyptem. Má podobu výrazného odlesněného skalního masivu, jehož svahy na všechny strany prudce spadají do hlubokých údolí, jimiž protékají vádí. Na západní straně je to vádí Nachal Gišron, na východě Nachal Šlomo. Obě stékají směrem do Akabského zálivu. Okolní krajina je členěna četnými skalnatými vrchy. Na východ od Har Jo'aš se zvedá masiv Har Šlomo. Na severovýchodní straně je to vrch Har Jehoram, pod nímž vede od pobřeží silnice číslo 12. Hora je turisticky využívána, z vrcholu se nabízí kruhový výhled na okolní krajinu. Pod Har Jo'aš prochází Izraelská stezka, jež nedaleko odtud na egyptské hranici končí.